# Mercedes-Benz W 08
Der Mercedes-Benz W 08 war ein Pkw der Marke Mercedes-Benz und Nachfolger des Mercedes-Benz Typ 400. Er wurde unter dem Namen Mercedes-Benz 18/80 PS Typ Nürburg 460 im Herbst 1928 auf der Pariser Automobilausstellung als erstes Daimler-Benz-Fahrzeug mit Achtzylindermotor vorgestellt.
Der Typ Nürburg kann als erstes Papamobil gelten, da Papst Pius XI. von Daimler-Benz 1930 ein für ihn besonders ausgestattetes Fahrzeug geschenkt bekam.

## Typ Nürburg 460/460 K (mit Hochrahmen, 1928–1929)
Der Wagen war von Ferdinand Porsche in aller Eile konstruiert worden, um dem zwei Jahre früher erschienenen Horch 8 Paroli bieten zu können. Porsche griff auf die früher übliche Standardkonstruktion des Hochrahmens (mit ungekröpften Längsträgern zwischen den Achsen) zurück, was dem neuen Modell auch für die damalige Zeit ein veraltetes Aussehen gab. Es war mit einem seitengesteuerten Achtzylinder-Reihenmotor mit 4622 cm³ Hubraum ausgestattet, der 80 PS (59 kW) leistet und eine Höchstgeschwindigkeit von 100 km/h ermöglicht. Der Wagen hat Starrachsen mit Halbelliptik-Blattfedern, alle vier Räder sind  mechanisch mit Saugluftunterstützung gebremst.
Für nach Kundenwunsch gefertigte Aufbauten externer Karosseriebauer waren ein langes Fahrgestell mit 3670 mm Radstand und ein verkürztes mit 3430 mm erhältlich. Diese Modelle heißen „460 K“. Werksseitig waren Tourenwagen mit vier und sechs Sitzen, eine viertürige Limousine, eine Pullman-Limousine mit sechs Sitzen sowie ein viertüriges Cabriolet D lieferbar.
Das wuchtige, altmodische und sehr teure Automobil war nicht sehr gefragt, sodass es bereits nach einem Jahr von einem moderneren Niederrahmenmodell abgelöst wurde. Sechs Jahre lang standen die schon produzierten Hochrahmenmodelle auf Halde und mussten mit Preisnachlässen verkauft werden.

## Typ Nürburg 460/460 K (mit Niederrahmen, 1929–1933)
Aufgrund des mäßigen Erfolges überarbeitete Daimler-Benz-Chefkonstrukteur Hans Nibel das Modell. Die Technik wurde vom Vorgänger übernommen, wobei auf Wunsch für das Vierganggetriebe zusätzlich ein Schnellgang lieferbar war. Heraus kam ein deutlich eleganteres Auto mit dem modernen Niederrahmen, dessen Längsträger zwischen den Achsen abgesenkt waren. Neben der geringeren Einstiegshöhe ließen sich flachere Aufbauten verwirklichen. Auch ein Fahrgestell mit kürzerem Radstand war wieder erhältlich. Trotz dieser Modernisierung hatte der neue Niederrahmen-Mercedes geringere Verkaufszahlen als der Horch 8.
Neben den bekannten Aufbauten waren nun zusätzlich ein zweitüriges Cabriolet C und das Pullman-Cabriolet F lieferbar.

## Typ Nürburg 500 (1931–1934)

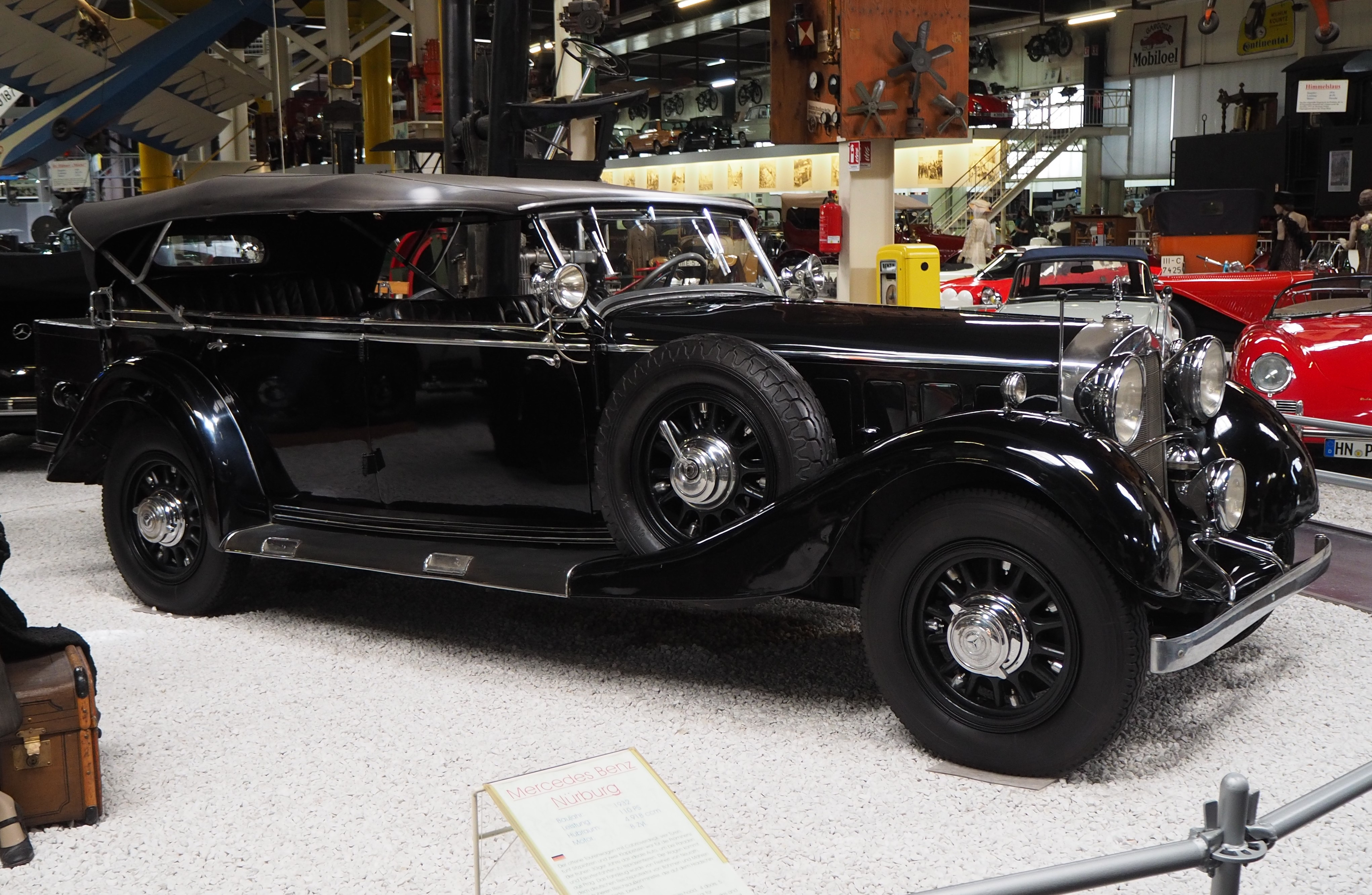
Nürburg 500 Cabriolet im Auto- und Technikmuseum Sinsheim

Auf dem langen Fahrgestell wurde ab 1931 zusätzlich ein Modell mit stärkerem Motor angeboten. Dieser hat 4918 cm³ Hubraum und leistet 100 PS (74 kW). Die Höchstgeschwindigkeit liegt bei 110 km/h.

## Typ 500 N (1934–1936)
1934 wurde der Nachfolger des Typs Nürburg vorgestellt. Der Motor war gleich geblieben, jedoch wurde die Karosserielinie modernisiert: Der flache Kühlergrill des Nürburg wurde durch einen leicht gepfeilten, etwas nach hinten geneigten ersetzt. Auch die Windschutzscheibe bekam eine leichte Neigung nach hinten. Die Höchstgeschwindigkeit stieg auf 115 km/h.

## Typ 500 N (1936–1939)
1936 erhielt der Wagen nochmals einen stärkeren Motor. Aus gleich gebliebenem Hubraum schöpft er 110 PS (81 kW) und beschleunigt das Fahrzeug bis auf 123 km/h. Kühlergrill und Windschutzscheibe wurden noch weiter nach hinten geneigt, der Querbügel zur Befestigung der Scheinwerfer fiel weg.
1939 wurde die Modellreihe nach insgesamt 3842 produzierten Fahrzeugen ohne Nachfolger eingestellt. Es war das letzte Mercedes-Benz-Modell mit Holzspeichenrädern und Starrachsen.

## Technische Daten
|                               | 18/80 PS Typ Nürburg 460                                              | 18/80 PS Typ Nürburg 460 K                                                                | 18/80 PS Typ Nürburg 460                                                                     | 18/80 PS Typ Nürburg 460 K                                                                     | 19/100 PS Typ Nürburg 500 | Typ 500 N | Typ 500 N                                                                                               |
| ----------------------------- | --------------------------------------------------------------------- | ----------------------------------------------------------------------------------------- | -------------------------------------------------------------------------------------------- | ---------------------------------------------------------------------------------------------- | --- | --- | --- |
| Bauzeit                       | 1928–1929                                                             | 1928–1929                                                                                 | 1929–1933                                                                                    | 1929–1933                                                                                      | 1931–1934 | 1934–1936 | 1936–1939                                                                                               |
| Motor                         |                                                                       |                                                                                           |                                                                                              |                                                                                                | | | |
| Arbeitsverfahren              | Viertakt-Otto                                                         | Viertakt-Otto                                                                             | Viertakt-Otto                                                                                | Viertakt-Otto                                                                                  | Viertakt-Otto | Viertakt-Otto | Viertakt-Otto                                                                                           |
| Anordnung im Fahrzeug         | vorn, längs; stehend                                                  | vorn, längs; stehend                                                                      | vorn, längs; stehend                                                                         | vorn, längs; stehend                                                                           | vorn, längs; stehend | vorn, längs; stehend | vorn, längs; stehend                                                                                    |
| Kühlung                       | Wasserkühlung                                                         | Wasserkühlung                                                                             | Wasserkühlung                                                                                | Wasserkühlung                                                                                  | Wasserkühlung | Wasserkühlung | Wasserkühlung                                                                                           |
| Zylinderzahl/-anordnung       | 8 / Reihe                                                             | 8 / Reihe                                                                                 | 8 / Reihe                                                                                    | 8 / Reihe                                                                                      | 8 / Reihe | 8 / Reihe | 8 / Reihe                                                                                               |
| Motor-Typ                     | M 08                                                                  | M 08                                                                                      | M 08/4                                                                                       | M 08/4                                                                                         | M 08 II | M 08 II | M 08 III                                                                                                |
| Hubraum                       | 4622 cm³                                                              | 4622 cm³                                                                                  | 4622 cm³                                                                                     | 4622 cm³                                                                                       | 4918 cm³ | 4918 cm³ | 4918 cm³                                                                                                |
| Bohrung × Hub                 | 80 × 115 mm                                                           | 80 × 115 mm                                                                               | 80 × 115 mm                                                                                  | 80 × 115 mm                                                                                    | 82,5 × 115 mm | 82,5 × 115 mm | 82,5 × 115 mm                                                                                           |
| Leistung bei 1/min            | 59 kW (80 PS) bei 3400                                                | 59 kW (80 PS) bei 3400                                                                    | 59 kW (80 PS) bei 3400                                                                       | 59 kW (80 PS) bei 3400                                                                         | 74 kW (100 PS) bei 3100 | 74 kW (100 PS) bei 3100 | 81 kW (110 PS) bei 3300                                                                                 |
| Max. Drehmoment bei 1/min     | 237 Nm bei 1200                                                       | 237 Nm bei 1200                                                                           | 237 Nm bei 1200                                                                              | 237 Nm bei 1200                                                                                | 253 Nm bei 1250 | 255 Nm bei 1250 | 257 Nm bei 1250                                                                                         |
| Verdichtung                   | 5,0:1                                                                 | 5,0:1                                                                                     | 5,0:1 ab 1932 5,75:1                                                                         | 5,0:1 ab 1932 5,75:1                                                                           | 5,0:1 ab 1932 5,75:1 | 6,0:1 | 6,6:1                                                                                                   |
| Ventilsteuerung               | 1 seitliche Nockenwelle, Antrieb über Stirnräder                      | 1 seitliche Nockenwelle, Antrieb über Stirnräder                                          | 1 seitliche Nockenwelle, Antrieb über Stirnräder                                             | 1 seitliche Nockenwelle, Antrieb über Stirnräder                                               | 1 seitliche Nockenwelle, Antrieb über Stirnräder                                                                                           | 1 seitliche Nockenwelle, Antrieb über Stirnräder | 1 seitliche Nockenwelle, Antrieb über Stirnräder                                                        |
| Gemischaufbereitung           | 1 Zenith Vergaser                                                     | 1 Zenith Vergaser                                                                         | 1 Flachstromvergaser Solex 40 MOHRT                                                          | 1 Flachstromvergaser Solex 40 MOHRT                                                            | 1 Doppel-Flachstromvergaser Solex 35 MMOV                                                                                                  | 1 Doppel-Fallstromvergaser Solex 35 MMOV | 1 Doppel-Fallstromvergaser Solex 35 MMOV                                                                |
| Getriebe und Fahrleistungen   |                                                                       |                                                                                           |                                                                                              |                                                                                                | | | |
| Getriebe                      | 4-Gang-Schaltgetriebe                                                 | 4-Gang-Schaltgetriebe                                                                     | 4-Gang-Schaltgetriebe, a.W. mit zusätzlichem Schnellgang                                     | 4-Gang-Schaltgetriebe, a.W. mit zusätzlichem Schnellgang                                       | 4-Gang-Schaltgetriebe mit zusätzlichem Schnellgang                                                                                         | 4-Gang-Schaltgetriebe, a.W. mit zusätzlichem Schnellgang                                                                                              | 4-Gang-Schaltgetriebe, a.W. mit zusätzlichem Schnellgang                                                |
| Antrieb                       | Hinterradantrieb                                                      | Hinterradantrieb                                                                          | Hinterradantrieb                                                                             | Hinterradantrieb                                                                               | Hinterradantrieb | Hinterradantrieb | Hinterradantrieb                                                                                        |
| Höchstgeschwindigkeit         | 100 km/h                                                              | 100 km/h                                                                                  | 100 km/h                                                                                     | 100 km/h                                                                                       | 110 km/h | 115 km/h | 123 km/h                                                                                                |
| Verbrauch                     | 25 l                                                                  | 25 l                                                                                      | 25 l                                                                                         | 25 l                                                                                           | 25 l | 26 l | 26 l |
| Fahrwerk und Kraftübertragung |                                                                       |                                                                                           |                                                                                              |                                                                                                | | | |
| Radaufhängung vorn            | Starrachse, Halbfedern                                                | Starrachse, Halbfedern                                                                    | Starrachse, Halbfedern                                                                       | Starrachse, Halbfedern                                                                         | Starrachse, Halbfedern | Starrachse, Halbfedern | Starrachse, Halbfedern                                                                                  |
| Radaufhängung hinten          | Starrachse, Underslung-Halbfedern                                     | Starrachse, Underslung-Halbfedern                                                         | Starrachse, Underslung-Halbfedern                                                            | Starrachse, Underslung-Halbfedern                                                              | Starrachse, Underslung-Halbfedern | Starrachse, Underslung-Halbfedern | Starrachse, Underslung-Halbfedern                                                                       |
| Lenkung                       | Schraubenspindellenkung                                               | Schraubenspindellenkung                                                                   | Schraubenspindellenkung                                                                      | Schraubenspindellenkung                                                                        | Schraubenspindellenkung | Schneckenlenkung | Schneckenlenkung                                                                                        |
| Abmessungen und Gewichte      |                                                                       |                                                                                           |                                                                                              |                                                                                                | | | |
| Radstand                      | 3670 mm                                                               | 3430 mm                                                                                   | 3670 mm                                                                                      | 3430 mm                                                                                        | 3670 mm | 3670 mm | 3670 mm                                                                                                 |
| Spurweite vorn / hinten       | 1425 / 1425 mm                                                        | 1425 / 1425 mm                                                                            | 1485 / 1485 mm                                                                               | 1485 / 1485 mm                                                                                 | 1485 / 1485 mm | 1485 / 1485 mm | 1485 / 1485 mm                                                                                          |
| Abmessungen                   | 4890 (mit Koffer 5200) × 1760 × 1900 mm                               | 4650 (mit Koffer 4950) × 1760 × 1900 mm                                                   | 5380 × 1820 × 1820 mm                                                                        | 5140 × 1820 × 1790 mm                                                                          | 5380 × 1820 × 1820 mm | 5380 × 1820 × 1820 mm | 5380 × 1820 × 1820 mm                                                                                   |
| Wendekreis                    | 14,8 m                                                                | 14,8 m                                                                                    | 14,8 m                                                                                       | 14,8 m                                                                                         | 14,8 m | 14,8 m | 14,8 m                                                                                                  |
| Leergewicht                   | 2150 kg (Pullman-Lim.)                                                | 2070 kg (Cabriolet)                                                                       | 2120 kg (Tourenwagen) 2250 kg (Pullman-Lim.)                                                 | 2170 kg (Cabriolet)                                                                            | 2170 kg (Tourenwagen) 2300 kg (Pullman-Limousine)                                                                                          | 2400 kg (Pullman-Limousine) | 2400 kg (Pullman-Limousine)                                                                             |
| Allgemeine Daten              |                                                                       |                                                                                           |                                                                                              |                                                                                                | | | |
| Stückzahl                     | 1385                                                                  | 1385                                                                                      | 1508                                                                                         | 1508                                                                                           | 931 | 931 | 931 |
| Preis                         | Fahrgestell: 10.500 RM Tourenwagen: 14.000 RM Pullman-Lim.: 15.000 RM | Fahrgestell: 10.500 RM Tourenwagen: 13.500 RM Limousine: 14.500 RM Cabriolet D: 17.500 RM | Fahrgestell: 10.500 RM Tourenwagen: 14.000 RM Pullman-Lim.: 15.000 RM Cabriolet F: 20.000 RM | Fahrgestell: 10.500 RM Tourenwagen: 13.500 RM Limousine: 14.500 RM Cabriolet (C, D): 18.000 RM | Fahrgestell: 12.500 RM Tourenwagen: 16.000 RM Pullman-Lim.: 17.500 RM Cabriolet C: 20.500 RM Cabriolet D: 20.800 RM Cabriolet F: 21.800 RM | 1934–1935: Fahrgestell: 12.500 RM Pullman-Lim.: 17.500 RM Tourenwagen: 18.500 RM Cabriolet C: 20.500 RM Cabriolet D: 20.800 RM Cabriolet F: 21.800 RM | Fahrgestell: 11.500 RM Tourenwagen: 16.500 RM Pullman-Lim.: 17.500 RM Cabriolet F (bis 1938): 18.900 RM |

## Bildergalerie

Mercedes-Benz Typ 460 Nürburg
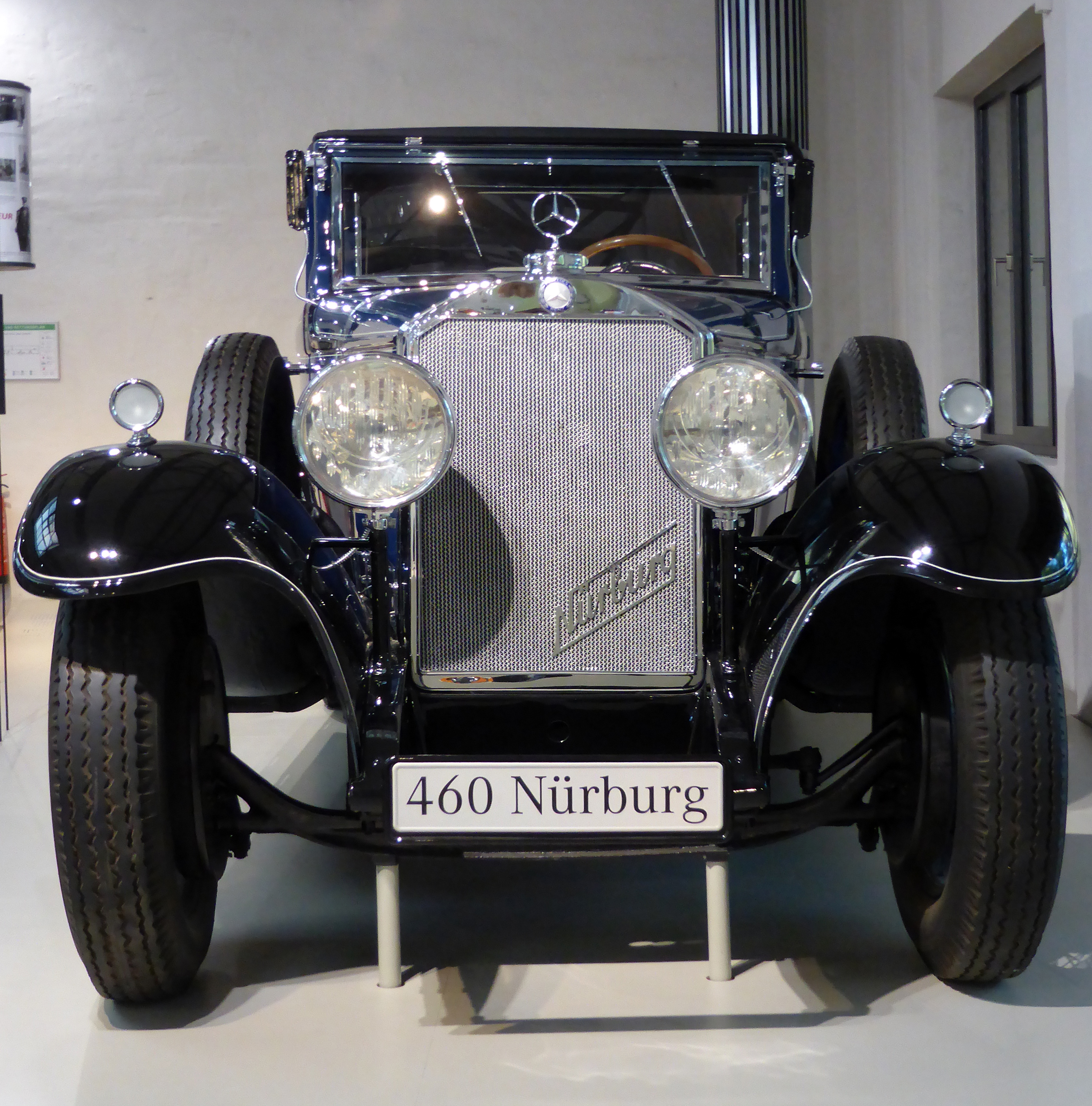
Mercedes-Benz, Typ Nürburg 460, Baujahr 1929, Front
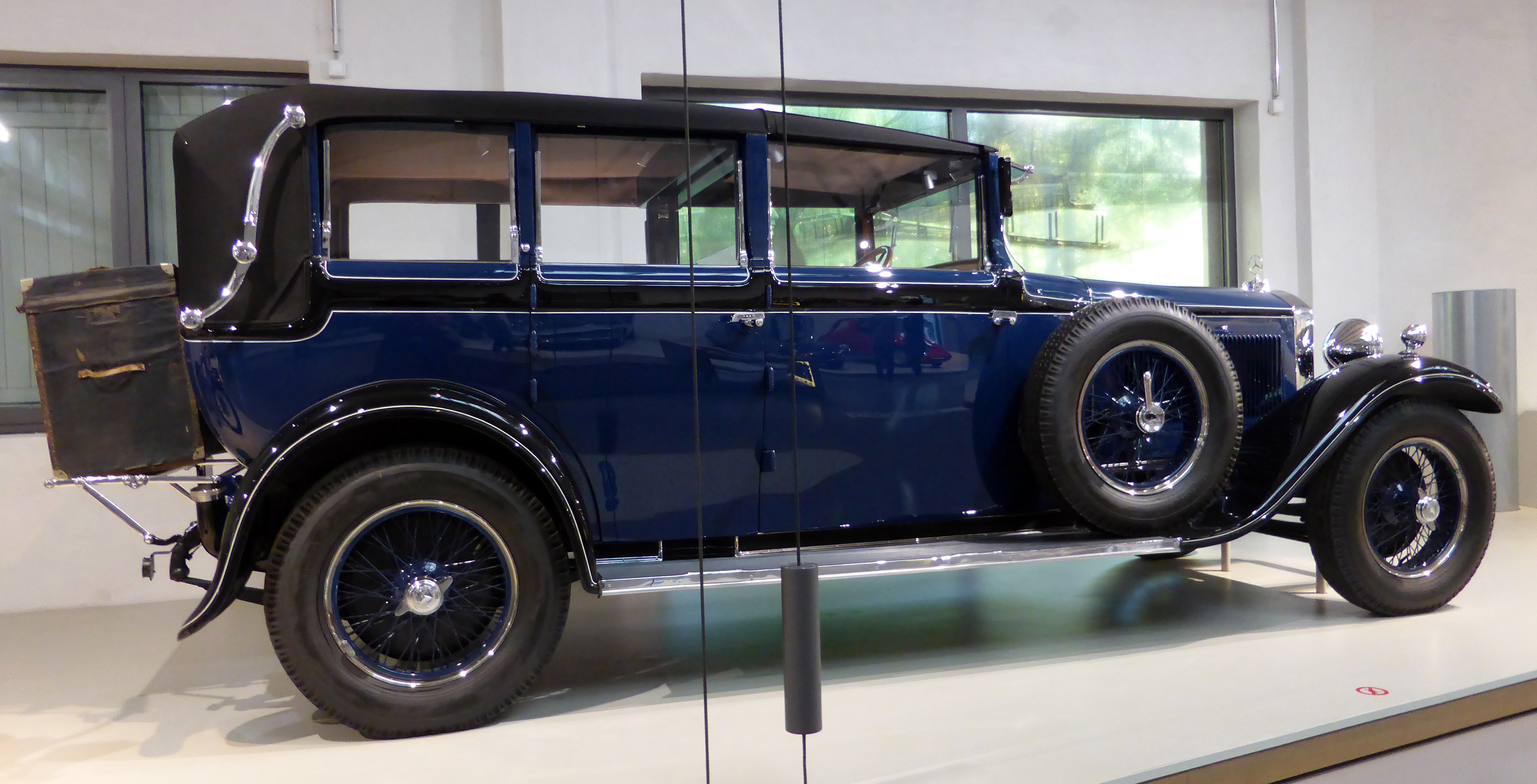
Mercedes-Benz, Typ Nürburg 460, Baujahr 1929, Seite
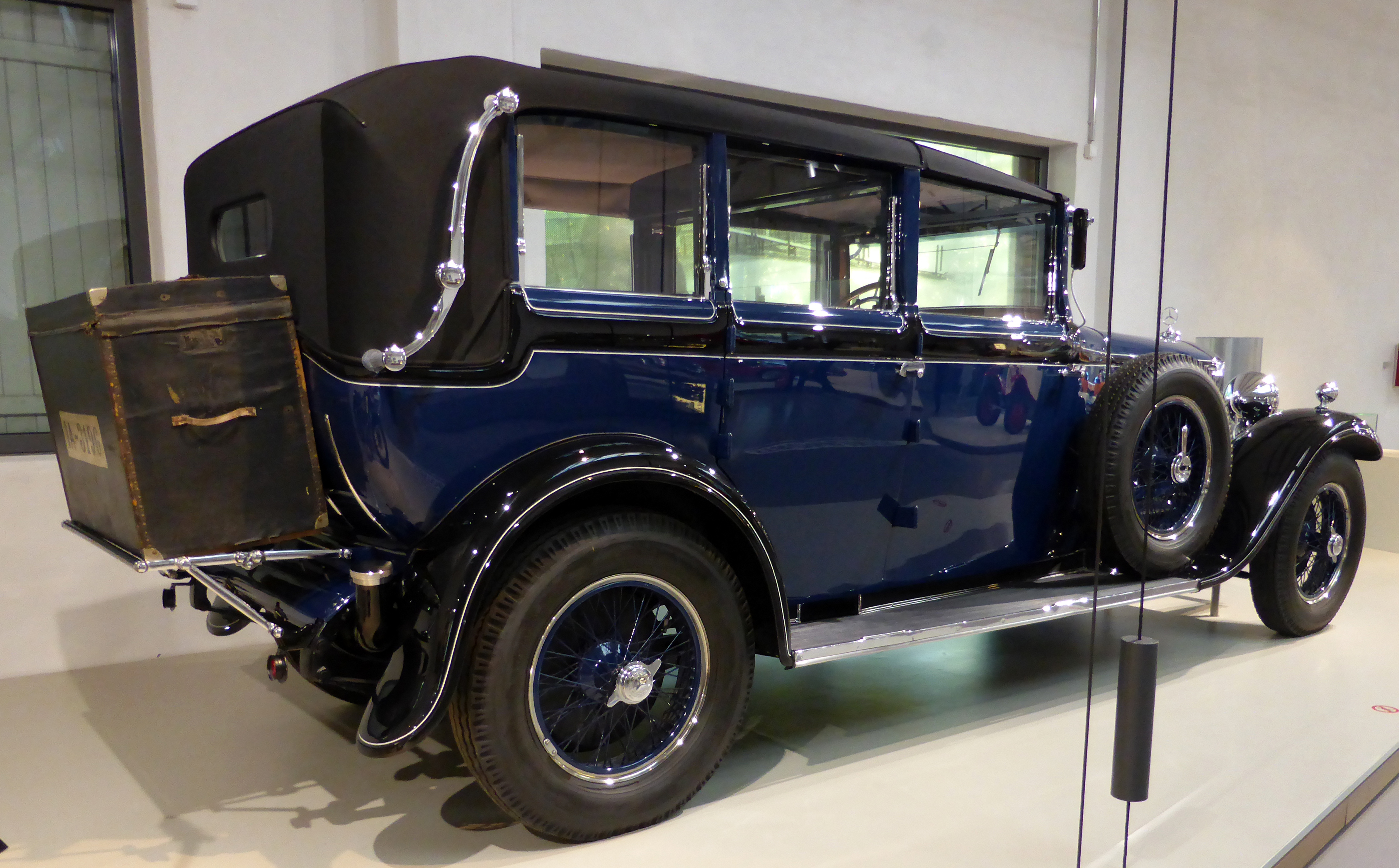
Mercedes-Benz, Typ Nürburg 460, Baujahr 1929, Heck
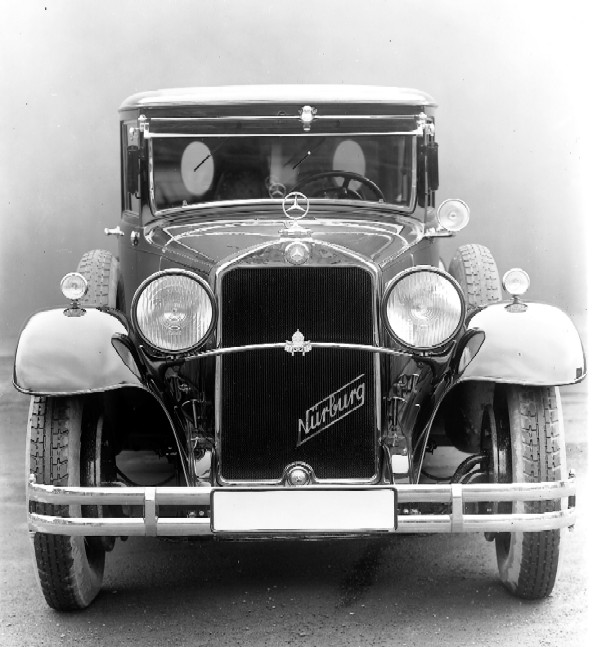
Mercedes-Benz, Typ Nürburg 460, Front, Altes Foto
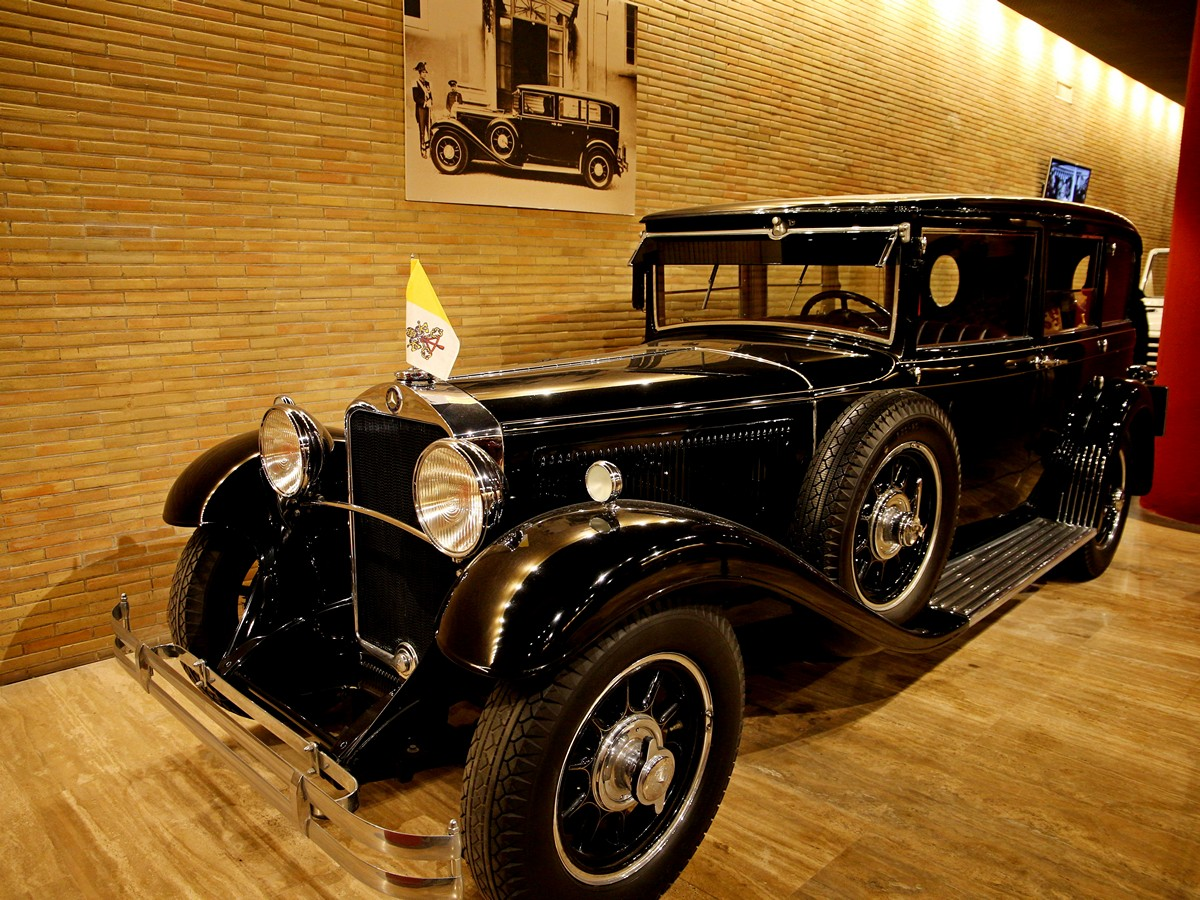
Mercedes-Benz, W 08 Nürburg, Papamobil
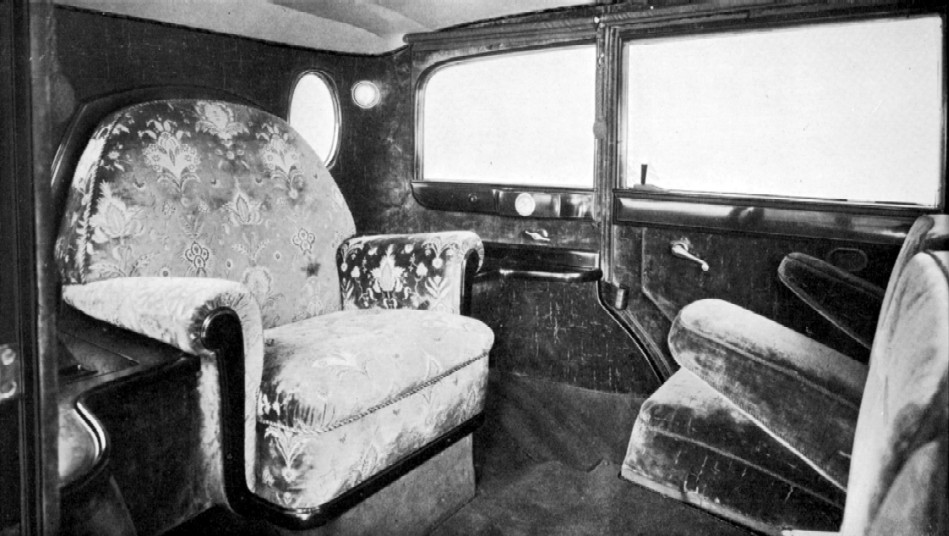
Mercedes-Benz, Typ Nürburg 460, Papamobil Fond